# Agathocle de Bactriane
Pour les articles homonymes, voir Agathoclès.
Agathocle de Bactriane ou Agathoclès Dikaios (en grec ancien Αγαθοκλής ὁ Δίκαιος, « Agathoclès le Juste ») est un souverain gréco-bactrien qui règne entre 190 et 180 av. J.-C. Ce roi se caractérise à la fois par une production monétaire très indianisante, avec le seul cas d'illustration de divinités hindoues dans le monnayage des grecs en Inde, mais aussi un monnayage au contraire très traditionaliste honorant ses ancêtres dynastiques (les monnaies commémoratives). Selon Widemann, il est possible que cette deuxième série de monnaies purement grecques aient constitué une réaction à la trop grande ouverture vers l'Inde de la deuxième série, peut-être sous l'effet de la pression d'un certain nationalisme greco-bactrien. Après Agathocle, les divinités hindoues disparaissent pour toujours du monnayage grec, ainsi que le Brahmi, au bénéfice du Kharoshthi, un script du nord-ouest de l'Inde d'origine araméenne, ancienne langue officielle de l'Empire achéménide, jugée peut-être plus acceptable et plus « occidentale » que le Brahmi.

## Un monnayage très indianisant
Agathocle est le second roi gréco-bactrien, juste après son (probable) frère Pantaléon, à émettre des monnaies incorporant l'écriture indienne (les deux scripts Brahmi et Kharoshthi), et le premier à illustrer des types de divinités hindoues.
Monnaies à symboles indiens

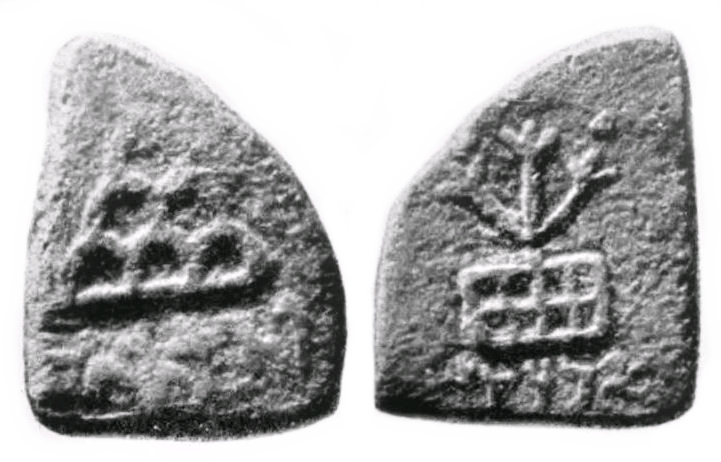
Monnaie d'Agathocle au standard indien, avec les symboles Bouddhiques du stupa et de l'arbre de la Bodhi, et légendes Brahmi "Agatoclès" et "Hiranasame".

Agathocle a d'abord émis plusieurs pièces selon le standard indien, incorporant des symboles locaux, et probablement bouddhistes, tels que les collines semblables à un stupa, ou l'arbre dans son enclos, avec légendes en Kharoshthi indicant son nom et la mention "Hiranasame" ("Monastère d'Or").
Monnaies à divinités indiennes

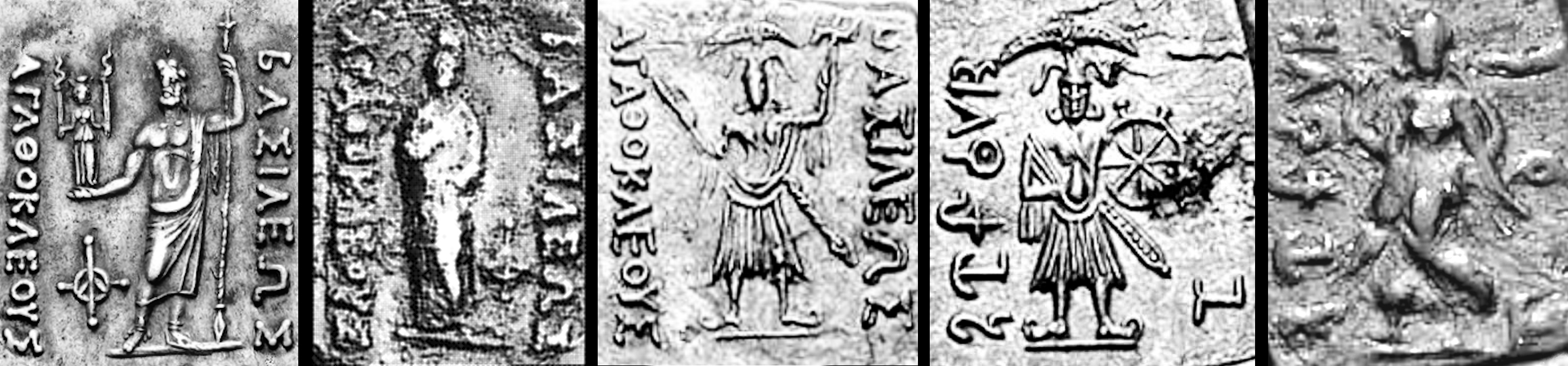
Divinités grecques et indiennes apparaissant sur le monnayage d'Agathocle (190-180 av. J.-C.):
1. Zeus debout tenant la déesse Hecate et s'appuyant sur une lance. Grec: « Roi Agathocle ».
2. Divinité non identifiée portant un long himation et coiffée d'un volume sur la tête, bras en partie repliés, et contrapposto.
3. Le dieu hindou Balarama-Samkarshana avec ses attributs.
4. Le dieu hindou Vasudeva-Krishna avec ses attributs. Brahmi : « Rajane Agathuklayasa », « Roi Agathoclès ».
5. La déesse indienne Lakshmi, tenant un lotus dans la main droite Brahmi: "Roi Agathoclès".

Les divinités indiennes représentées sont des avatars de Vishnu : Balarama-Samkarshana, et Vasudeva-Krishna, ainsi que probablement la déesse Lakshmi. Une autre divinité non identifiée apparaît sur une monnaie de bronze, portant un long manteau (himation) et coiffée d'un volume sur la tête, bras en partie repliés, et contrapposto. Les monnaies aux divinités hindoues ont été retrouvées dans les fouilles d'Aï Khanoum, mais semblent avoir été frappées à Taxila, de même que les monnaies illustrant Lakshmi. Ces illustrations de divinités hindoues n'ont pratiquement pas d'antécédent dans l'art indien, à part peut-être quelques symboles anthropomorphiques sur certaines monnaies à poiçons multiples, et en sont donc les premières illustrations en détail de ces divinités.
Les Grecs et l'hindouisme
Selon Widemann, il est possible qu'Agathocle ait voulu imiter l'exemple des Ptolémés, qui avaient été acceptés par les Egyptiens en tant que pharaons, et avaient réussi à transformer la ville égyptienne d'Alexandrie en un centre de rayonnement culturel grec. Cependant, alors qu'Alexandre le Grand avait été accueilli en libérateur dans une Égypte opprimée par les Perses, en Inde il avait surtout été un envahisseur sanguinaire, probablement craint et haï. Malgré ses efforts, il n'a donc probablement pas réussi à conquérir le cœur des indiens, et a été contraint de revenir sur une démarche plus purement grecque. Après lui, les dieux hindous n'apparaîtront plus sur le monnayage grec: ils ne commenceront à réapparaître que sur les pièces du Saka Mauès (en) vers 85-60 av.J-C.. Vers 115 av.J-C. cependant, le pilier d'Héliodoros témoigne de la dévotion d'un ambassadeur Grec pour Vishnou, par sincérité ou bien peut-être seulement par diplomatie.
Au contraire, un certain nombre de symbole bouddhiques apparaîtront dans le monnayage de plusieurs rois, au premier rang desquels on peut citer Ménandre I ou Ménandre II (en), et il y a toute une tradition, en particulier le Milindapañha, selon laquelle Ménandre aurait été un protecteur du Bouddhisme.

## Les monnaies commémoratives

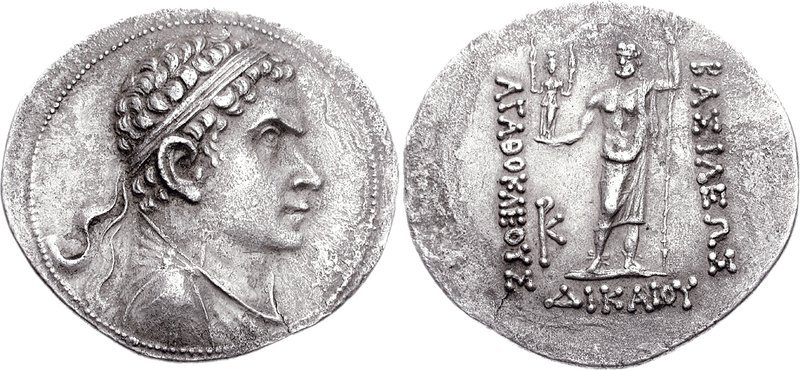
Agathocle se proclamant « le Juste » (Δίκαιος) au revers, une monnaie considérée comment contemporaine des pièces commémoratives.

Agathoclès a d'autre part émis une quantité considérable de monnaies "commémoratives" envers ses prédécesseurs dynastiques. Étant allé à un point jamais dépassé dans l'indianisation, il est possible qu'il ait été confronté à une réaction nationaliste le forçant à réaffirmer vigoureusement ses racines grecques et dynastiques. Tous ses prédécesseurs connus sont représentés dans ces monnaies, à part Euthydème II, et incluent les deux Diodotus: Diodotus Soter "le sauveur", et Diodotus Theos "le Dieu".
Le titre "Dikaios"
Dans toutes ces pièces, Agathoclès s'affuble au revers du qualitatif "le Juste" (Δίκαιος). Il est le premier roi gréco-bactrien à rajouter un qualificatif sur ses monnaies purement grecques, celui de "Dikaios", le "Juste". Ce titre , n'apparaissant pas sur ses monnaies "indiennes", on considère que ces monnaies commémoratives leur sont postérieures. Ce titre de "Dikaios" sera réutilisé très souvent à partir du règne de Ménandre I, avec la traduction Kharoshthi au revers de Dhramatikasa, ce qui en Prakrit a une connotation très religieuse, et signifie "L'initié au Dharma". Il est donc possible que le titre "Dikaios" ait eu cette connotation Bouddhisque dès le règne d'Agathocle, d'autant plus que certaines de ses monnaies "indiennes" comportaient elles-aussi des symboles Bouddhiques.

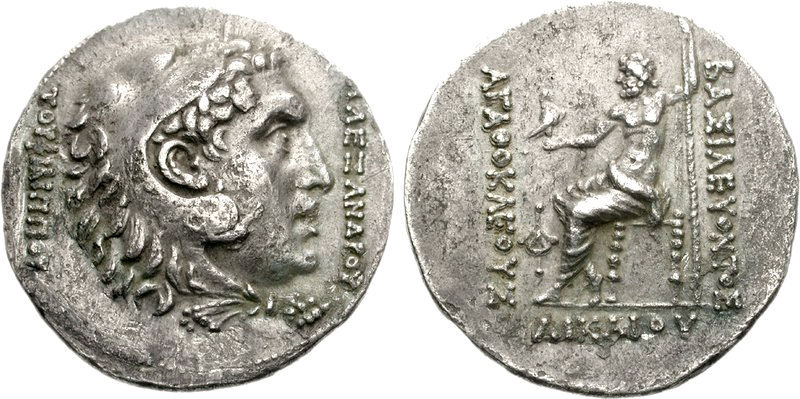
Agathocle pour Alexandre le Grand, fils de Philippe.
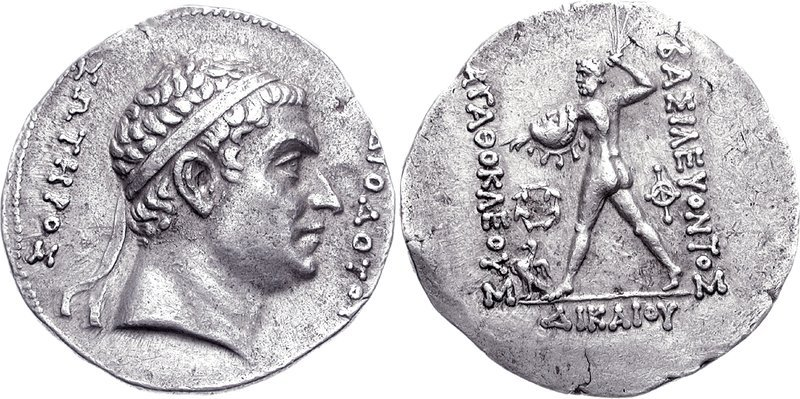
Agathocle pour Diodotus I « le Sauveur ».
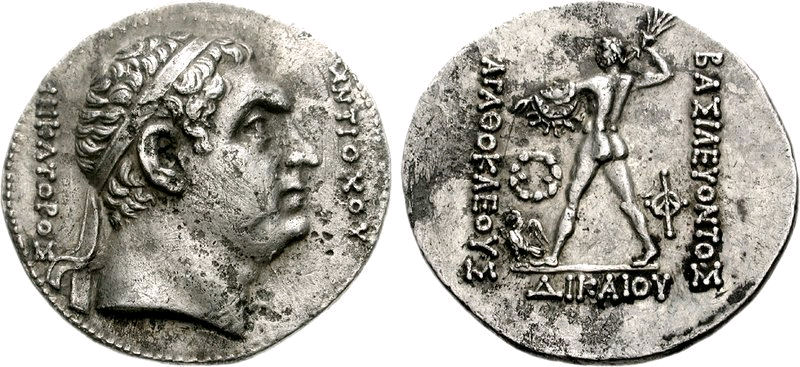
Agathocle pour Antiochos Nicator, « le Vainqueur ».
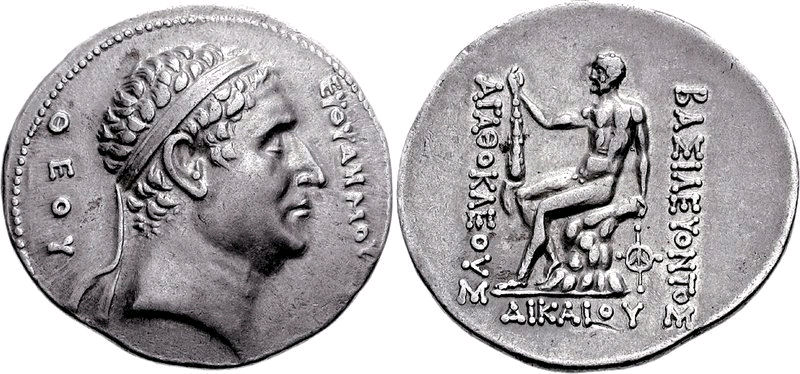
Agathocle pour Euthydème I, « le Dieu ».
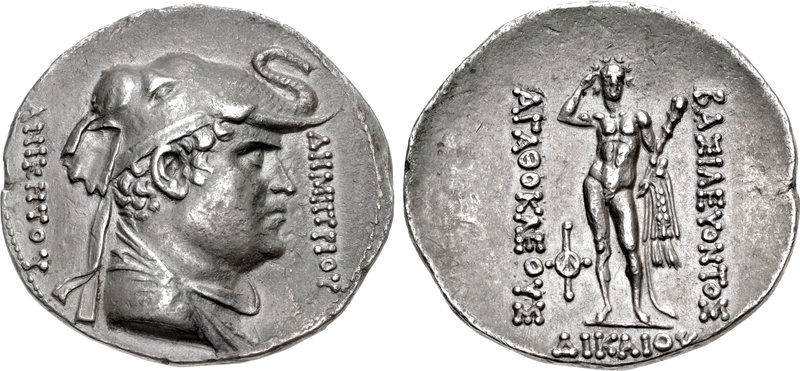
Agathocle pour Démétrios Ier, « l'Invaincu ».
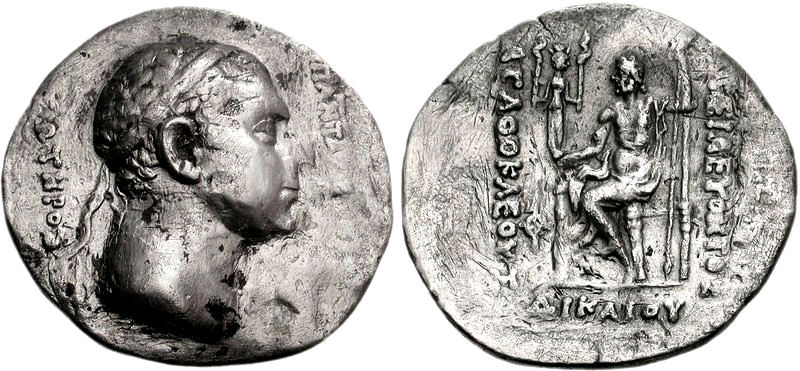
Agathocle pour Pantaléon, « le Sauveur ».

## Technologie du cupro-nickel

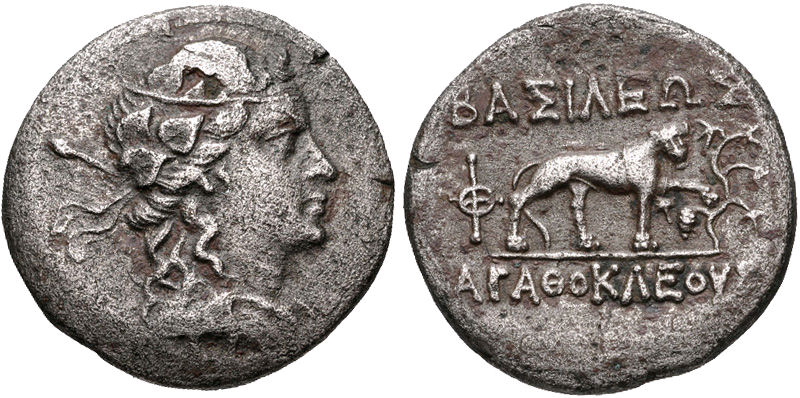
Monnaie en cupronickel d'Agathoclès. Dionysos, et sa panthère avec un pied de vigne.

Euthydème II, Pantaléon et Agathocle sont les seuls rois de l'antiquité à avoir frappé quelques monnaies de cupro-nickel. La température de fonte étant trop élevée pour les fourneaux de l'époque, ces pièces sont particulièrement poreuses. Cette similitude sur le plan de la technologie de fonte permet de placer ces trois rois gréco-bactriens dans la même période historique.
Seule la Chine semble avoir possédé ce type d'alliage à l'époque, ce qui suggère de possibles contacts et échanges.
Euthydème Ier, quelques décennies auparavant, est en effet connu pour avoir pris possession de la région du Ferghana, et mené des expéditions dans le Kashgar (ou Kachgar ou Kashi ou Turkestan chinois) et sur Ürümqi (aujourd'hui la capitale de la région autonome du Xinjiang, au nord-ouest de la Chine), ce qui a pu conduire aux premiers contacts entre la Chine et l'Occident. Strabon écrit : « Ils (les Bactriens) ont étendu leur empire, même en ce qui concerne le pays des Seres (chinois) et la Phryni ». Ces faits seraient confirmés par la découverte au nord du Tien Shan, à la porte de la Chine, de plusieurs statuettes de bronze représentant des soldats grecs (zh),. Elles sont aujourd'hui exposées au Musée du Xinjiang à Ürümqi.

## Galerie

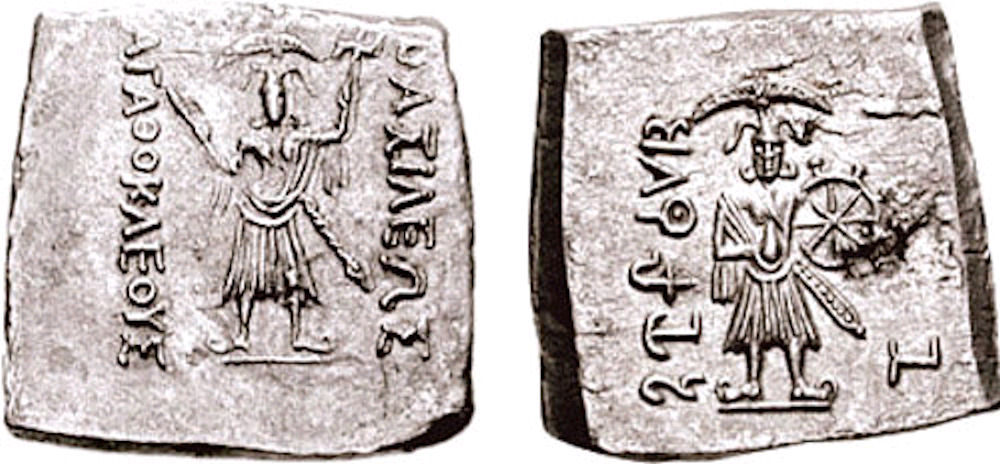
Pièce bilingue d'Agathocle représentant des divinités indiennes.
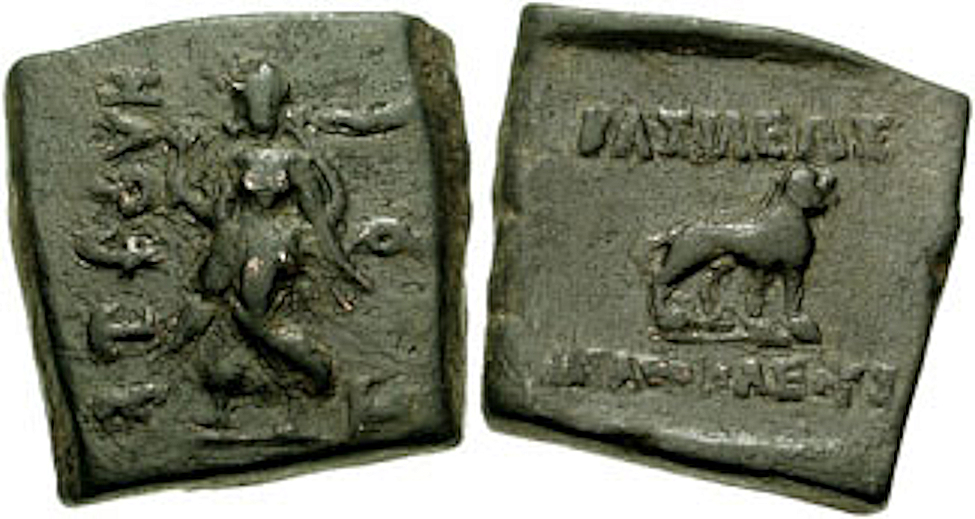
Monnaie avec Lakshmi et lion. Brahmi: Rajane Agathuklayasa, « Roi Agathocle ».
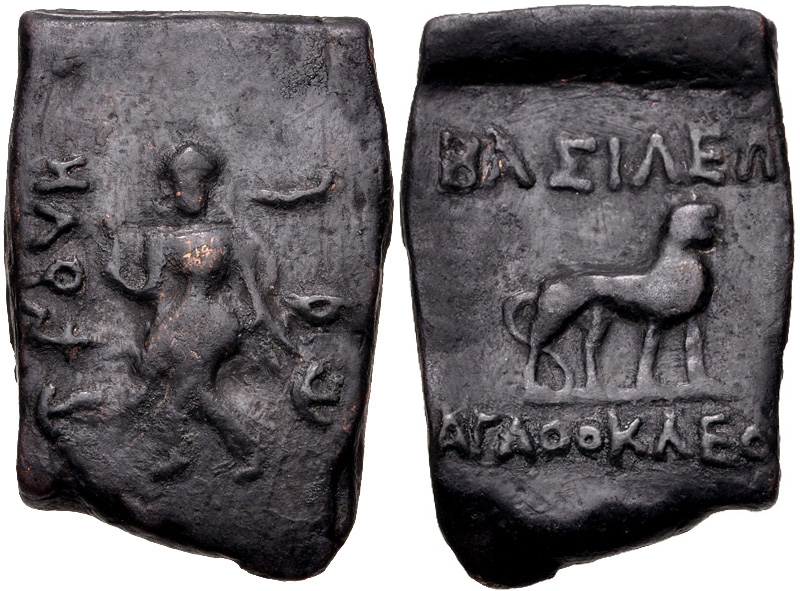
Monnaie avec Lakshmi et lion.
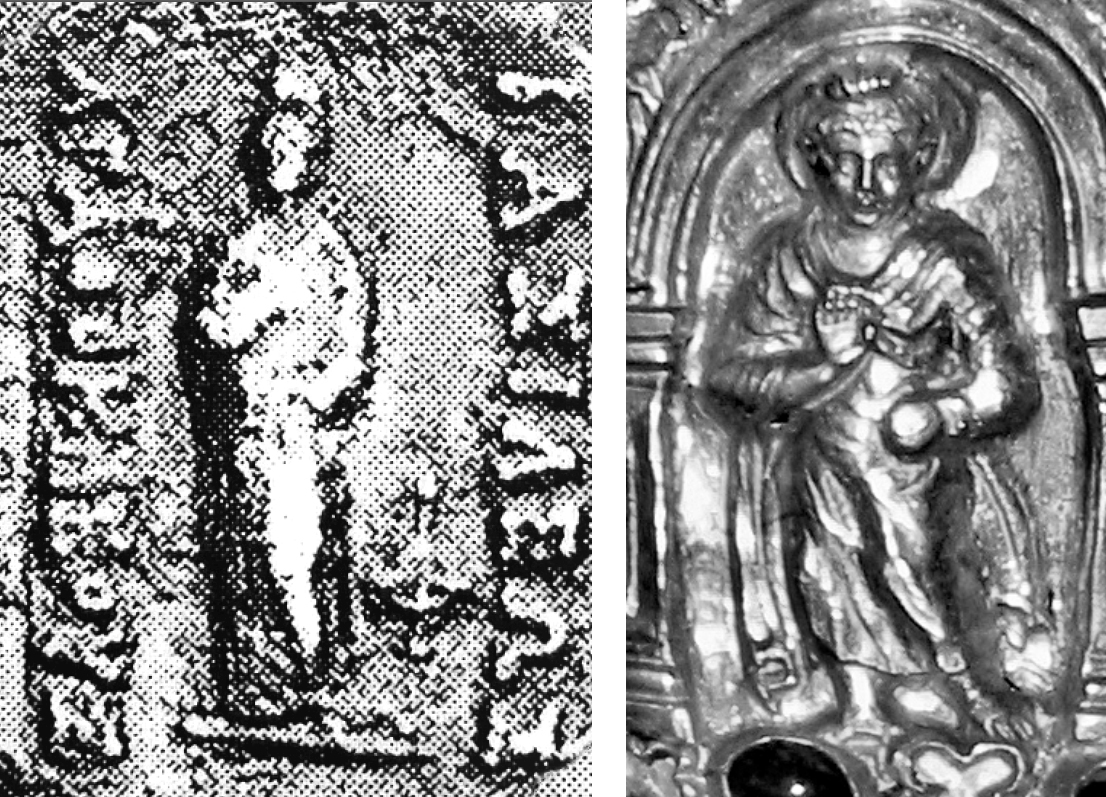
Divinité non identifiée d'Agathocle et Buddha du reliquaire de Bimaran (en)